# رئیس کمیته مشترک نیروهای مسلح پاکستان
رئیس کمیته مشترک نیروهای مسلح پاکستان (انگلیسی: Chairman Joint Chiefs of Staff Committee) عالی‌رتبه‌ترین و ارشدترین افسر نظامی، با درجه چهار ستاره، در نیروهای مسلح پاکستان است که به‌عنوان افسر ارشد ستاد و مشاور ارشد نظامی دولت پاکستان به رهبری نخست‌وزیر پاکستان و شورای امنیت ملی خدمت می‌کند. همچنین نقش مشاوره به اعضای منتخب در مجمع ملی پاکستان و وزارت دفاع را نیز برعهده دارد. رئیس کمیته مشترک، جلسات کمیته ستاد مشترک نیروهای مسلح پاکستان را رهبری می‌کند و تلاش‌های مشترک کمیته ستاد مشترک را هماهنگ می‌کند، که اعضای این کمیته از رئیس کمیته مشترک، رئیس ستاد ارتش و رئیس ستاد نیروی هوایی و رئیس ستاد نیروی دریایی، فرمانده تفنگداران دریایی، مدیرکل گارد ساحلی، مدیر بخش برنامه‌های استراتژیک، فرمانده نیروهای مسلح غیرنظامی و فرمانده گارد ملی تشکیل می‌شود.
رئیس کمیته مشترک در عمل هیچ اختیاری بر فرماندهی نیروهای رزمی ندارد و روسای ستاد نیروها نیز به تنهایی مسئول هماهنگی و لجستیک نیروهای رزمی زیرمجموعه خود هستند. وظیفه رئیس کمیته مشترک، انتقال ارتباطات استراتژیک از نخست‌وزیر و رئیس‌جمهور به فرماندهان رزمی و همچنین تخصیص بودجه اضافی به فرماندهان رزمی در صورت لزوم است.
رئیس کمیته مشترک توسط نخست‌وزیر نامزد شده و توسط رئیس‌جمهور پاکستان منصوب می‌شود. برخلاف رئیس ستاد مشترک نیروهای مسلح ایالات متحده آمریکا، انتصاب رئیس کمیته مشترک نیروهای مسلح پاکستان نیازی به تأیید اکثریت آرا توسط پارلمان (مجلس شورای پاکستان) ندارد. طبق قانون، رئیس کمیته مشترک به‌عنوان یک ژنرال چهار ستاره، مارشال چهار ستاره نیروی هوایی یا ادمیرال چهار ستاره منصوب می‌شود.
پست رئیس کمیته مشترک نخستین بار توسط نخست‌وزیر سابق پاکستان؛ ذوالفقار علی بوتو، در مارس ۱۹۷۶ ایجاد شد و اولین رئیس آن، ژنرال محمد شریف بود. متصدی فعلی این سمت، ژنرال ساحر شمشاد میرزا است که در سال ۲۰۲۲ منصوب شده است.